# Misumena amabilis
Misumena amabilis là một loài nhện trong họ Thomisidae.
Loài này thuộc chi Misumena. Misumena amabilis được Eugen von Keyserling miêu tả năm 1880.